# 4 Inyong shiktak
4 Inyong shiktak (hangul 4인용 식탁), estrenada internacionalment com The Uninvited, és una pel·lícula de terror psicològic de Corea del Sud del 2003 dirigida per Lee Soo-yeon.

## Argument
Kang Jung-won (Park Shin-yang), un decorador d'interiors, es veu superat per una ansietat inexplicable a mesura que s'acosta el seu esperat matrimoni amb Hee-eun (Yoo Sun). Un vespre, Jung-won s'adorm al metro de camí a casa. Amb prou feines és capaç de despertar-se a l'última estació. Quan torna, veu dues noies adormides al seient al seu costat. No pot despertar-les abans d'haver de baixar quan el tren surt de l'estació. Arriba a casa i descobreix que la seva futura dona els ha comprat una taula de menjador de metall nova.
L'endemà, Jung-won està treballant quan escolta a la ràdio que dues noies van ser trobades enverinades al metro. Durant la col·locació d'unes llums en un sostre, és colpejat per les deixalles que cauen i es talla el front. Després d'un viatge a l'hospital per alguns punts de sutura, se'n va a casa per trobar les dues noies mortes assegudes a la seva nova taula de menjador.
Jung-won, que ara està treballant en la renovació de l'oficina d'un psiquiatre, es topa amb Jung Yeon (Jun Ji-hyun), una pacient que està sortint d'una sessió de teràpia. Ha estat rebent tractament després que la seva amiga, Moon Jung-sook (Kim Yeo-jin), matés els seus dos fills un any abans. Yeon ha anat a totes les proves i sofriments de Jung-soon. Un altre accident fa que Jung-won torni a portar a Yeon al seu apartament on ella també veu l'aparició de les noies mortes.
Després d'haver estat turmentat pels malsons i les al·lucinacions, Jung-won està desesperat per esbrinar alguna cosa sobre les aparicions que el persegueixen. Yeon fuig negant-se a ajudar-lo, així que busca els registres dels pacients a la clínica per saber més sobre ella. Utilitzant la informació, aconsegueix convèncer-la perquè l'ajudi a descobrir el seu passat. Jung-won descobreix que havia matat el seu pare i la seva germana.
Quan Jung-won era un nen, havia presenciat un accident d'un nen jove i el va veure deixat dins d'una tanca. Quan la gent del poble l'estava buscant, els va dir que el nen havia quedat dins de la tanca, el que va fer que el pare de Jung-won cregués que Jung-won tenia habilitats xamàniques. El seu pare va muntar un negoci de xamans, però com que Jung-won no encertava correctament, el seu pare el pegava cada dia. Per escapar, Jung-won decideix morir d'enverinament per monòxid de carboni amb el seu pare, però va pensar en salvar la seva germana petita col·locant-la en un armari en una habitació diferent. S'inicia un incendi, però la seva germana petita mor perquè s'havia amagat de la vista i no va ser rescatada a temps. Més que les habilitats xamans, és el seu trauma i la seva culpa el que li ha fet veure les noies a la taula de la cuina. En flashbacks addicionals, ara veiem que en realitat és Yeon qui té habilitats xamàniques. Ella busca que Jung-sook hagi tingut un trauma infantil que ha fet que Jung-sook tingui por dels nens. També té flaixos de records i traumes de la gent que la fan col·lapsar amb freqüència. En lloc de creure-la, el seu marit i la seva sogra sospiten cada cop més del comportament erràtic de Yeon.
Malauradament, Jung-won pateix les conseqüències de redescobrir el seu passat. La seva promesa Hee-eun sospita que està tenint una aventura i el deixa. Jung-sook es va assabentar innocent de l'assassinat del fill de Yeon, però es va mostrar boja i es va internar en un asil. Yeon i el seu marit miren de lluny com la policia s'emporta Jung-sook. Jung-sook se suïcida de sobte mentre surt del jutjat. Sorprès, Yeon truca a Jung-won, que s'acosta a consolar-la. Parla amb el seu marit, Park Moon-sub (Park Won-sang), que sospita que va ser la seva dona, no el seu amic mort, qui va matar els seus fills.
Jung-won, atrapat en el seu desig de negar el seu passat i la seva por a Yeon, rebutja el crit d'ajuda de Yeon quan el seu marit intenta que la ingressin a un hospital psiquiàtric. La seva negativa aixafa a Yeon, que es llança de l'edifici d'apartaments de Jung-won. Jung-won la veu mentre cau. A l'escena final, Jung-won s'asseu al seu apartament cobert de pols. Cara folrada com un vell, porta un plat de menjar fumant a la taula del menjador i s'asseu. La seva taula de menjador està plena, no amb la família que havia estat planejant, sinó amb les aparicions de les dues noies enverinades al metro i Yeon.

## Repartiment
- Jun Ji-hyun com a Jeongyeon (Yeon)
- Park Shin-yang com a Jeong-won
- Yoo Sun com a Hee-eun
- Park Won-sang com a Park moon-seop
- Kim Yeo-jin com a Moon Jeong-sook
- Ju-shil Lee com a senyora Song
- Ki-hwa Kang com Kang Yeong-seo
- Jeong Wook com a ministre Kang
- Lee Seok-jun com a Chang-hyeong

## Alliberament
The Uninvited es va estrenar a Corea del Sud el 8 d'agost de 2003. A les Filipines, la pel·lícula es va estrenar el 10 d'abril de 2004.

### Recepció crítica
La recepció de la pel·lícula va ser mixta. Koreanfilm.org la va anomenar una "pel·lícula sorprenent impulsada per una visió forta", però de vegades semblava "com una obra defectuosa".